# Витковский, Каликст Касперович

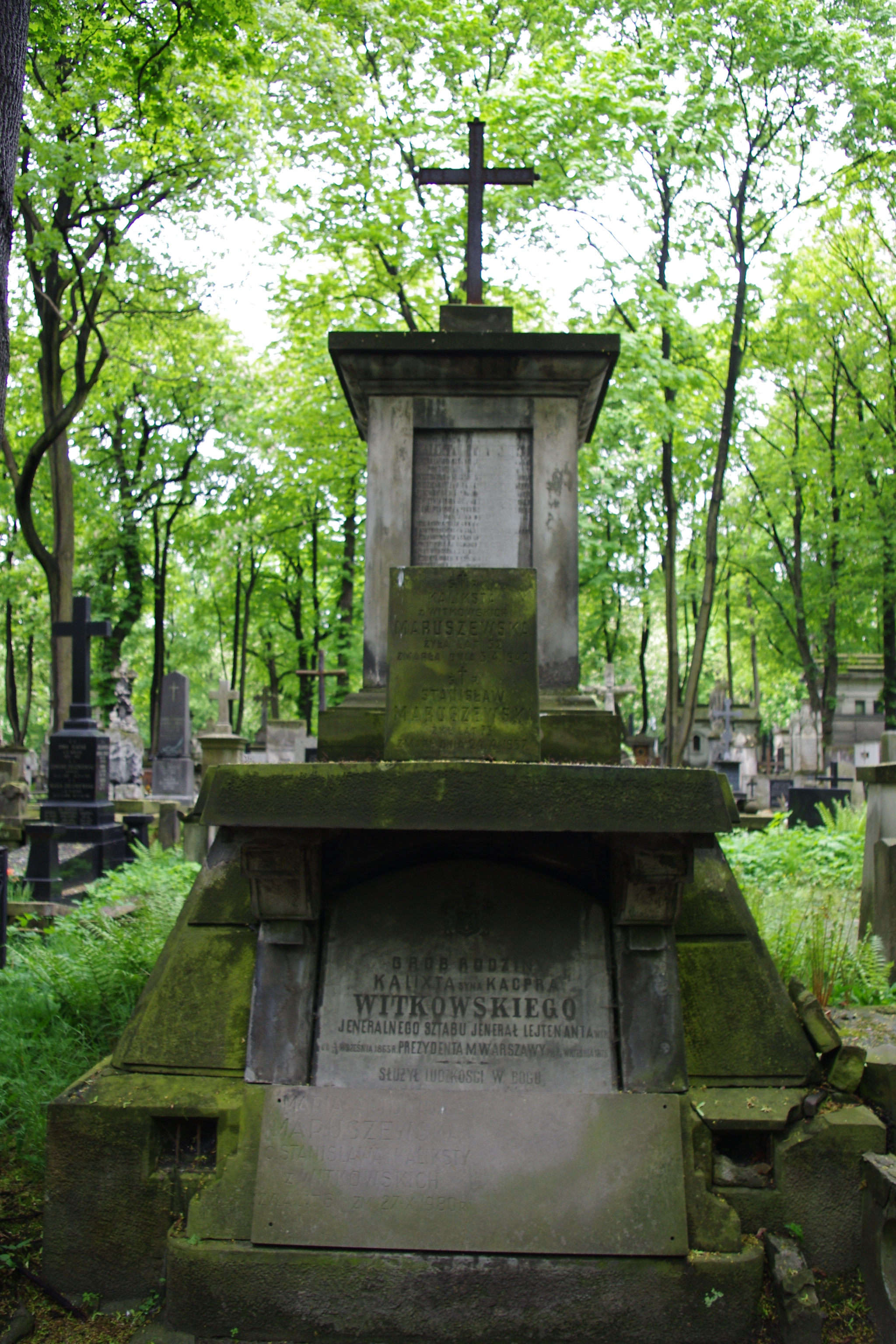
Могила К. Витковского на Повонзковском кладбище

Каликст Касперович Витковский (2 апреля 1818 — 24 июля 1877) — государственный деятель Российской империи и Царства Польского, генерал-лейтенант. Президент (городской голова) Варшавы.

## Биография
Поляк. В 1843 году окончил Императорскую Николаевскую академию Генерального штаба.
Генерал-майор Генерального Штаба российских войск в Царстве Польском с 1863 года. 
В ходе подавления польского восстания руководил Комиссией по расследованию действий повстанцев, проводил допросы.
16 сентября 1863 года назначен президентом Варшавы.
В 1871 году произведен в генерал-лейтенанты.
К. Витковский находился у власти в Варшаве до 1 октября 1875. Период его правления, несмотря на значительные меры по обустройству польской столицы и расширение города, поляки связали, в первую очередь, с беспощадной контрибуцией с горожан, как наказание за январское восстание. Сам К. Витковский рассматривался как символ царской власти в Польше, ответственный за раздел их отчизны, подавление демократизации и независимости.
За время президентства К. Витковского в Варшаве:
- открылся Александровский мост, первый постоянный мост через реку Вислу {1864}
- открылся первый железнодорожный мост (1875)
- Пущен в эксплуатацию первый конный трамвай
- Пущен в эксплуатацию первый водопровод в предместье Варшавы — Праге {1869}

Каликст Витковский умер в 1877 и похоронен на Повонзковском кладбище в Варшаве.

## Память
- В честь К. Витковского в Варшаве на Рынке в 1868 была названа площадь (в 1922 году изменила своё название на площадь Казимира Великого).
- В честь К. Витковского была названа одна из варшавских улиц - улица Каликста (в октябре 1916 года изменила своё название на улицу Снядецких).